# Korsdalen
Korsdalen är ett naturreservat i Årjängs kommun i Värmlands län.
Området är naturskyddat sedan 2012 och är 59 hektar stort. Reservatet omfattar höjder, våtmarker tjärnar och bäckar. Reservatet består av naturskogsartad gammal barrskog med inslag av lövträd. 